# Röthlein
Röthlein è un comune tedesco di 4 895 abitanti, situato nel land della Baviera.
Nel territorio comunale è sita l'Abbazia di Heidenfeld.